# Dick Cavett

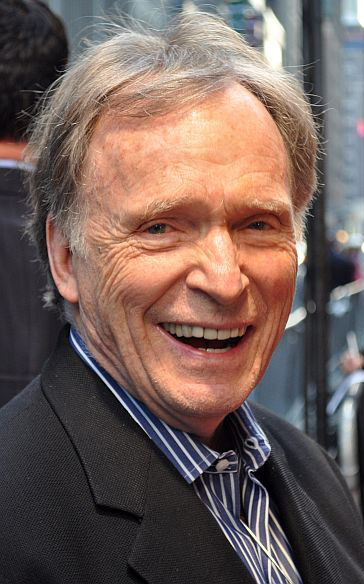
Dick Cavett (2010)

Richard Alva „Dick“ Cavett (* 19. November 1936 in Gibbon, Nebraska) ist ein US-amerikanischer Talkshow-Moderator und Schauspieler. Er wurde in den 1960er und 70er Jahren mit der von ihm moderierten Dick Cavett Show bekannt.

## Leben
Dick Cavett ist der Sohn des Lehrerehepaars Era (geborene Richards) und Alva B. Cavett. Cavetts Mutter starb, als der Junge zehn Jahre alt war. Bereits während der Schulzeit moderierte Cavett eine Radioshow, die jeden Samstag live gesendet wurde. Eine Klassenkameradin von ihm war die Schauspielerin Sandy Dennis. 1952 trat er in St. Louis der International Brotherhood of Magicians bei. Etwa zur gleichen Zeit traf er mit Johnny Carson zusammen. Cavett studierte an der Yale University und machte verschiedene Gelegenheitsjobs. Für den Radiosender der Universität, WYBC, inszenierte und spielte er einige Theaterstücke und trat bei Shakespeare-Inszenierungen, u. a. in Stratford, Connecticut, auf. Im Juni 1964 heiratete Cavett seine Studienkollegin Caroline Nye McGeoy. In der Folgezeit spielte er in einigen Off-Broadway-Produktionen in New York mit, so z. B. in dem Bühnenstück The Trojan Women (Die Troerinnen). Weitere kleinere Engagements in Filmproduktionen brachten Cavett jedoch keinen Erfolg. Schließlich arbeitete er als Gofer (i. w. S. Laufbursche) beim Time-Magazine. Dort stieß er auf einen Artikel über Jack Paar, der zu diesem Zeitpunkt die Tonight Show moderierte. Cavett begann einige Witze und Sketche zu verfassen und bewarb sich bei der RCA. Dort traf er auf Jack Paar, der sich bereit erklärte, einige von Cavetts Sketchen in seiner Show einzubauen. Schließlich erhielt Cavett eine Anstellung als Talentsucher beim Sender. Während dieser Tätigkeit freundete sich Cavett mit Woody Allen an. Bei der Beerdigung von George S. Kaufman, einem bekannten Bühnen- und Drehbuchautor, der in den 1930er Jahren einige Stücke für die Marx Brothers geschrieben hatte, traf Cavett auf Groucho Marx. Einige Jahre später sollte Cavett Präsentator von Grouchos One-Man-Show in der Carnegie Hall werden.
In den 1960er-Jahren arbeitete Cavett, der auch fließend Deutsch spricht, kurzfristig als Gagschreiber für Johnny Carson, der gerade die Tonight Show übernommen hatte, quittierte aber, um für Jerry Lewis zu schreiben. 1964 kehrte Cavett im Gefolge von Groucho Marx zur Tonight Show zurück, der dort übergangsweise Gastgeber war. Mitte der 1960er Jahre Zeit gastierte Cavett außerdem als Stand-Up-Comedian in verschiedenen Nachtclubs des New Yorker Greenwich Village und im legendären hungry i in San Francisco. Außerdem schrieb er für Mel Brooks und Merv Griffin sowie für die Ed Sullivan Show.
Ab 1968 trat Cavett mit der Dick Cavett Show erstmals in einem eigenen, auf sich zugeschnittenen Talkshow-Format auf, das in den folgenden 30 Jahren von zahlreichen Radio- und Fernsehsendern wie ABC, CBS oder PBS in der Prime Time ausgestrahlt wurde. Die Sendung lief mit kleineren Unterbrechungen bis 1996, auf Turner Classic Movies hatte sie zwischen 2006 und 2007 noch einmal eine kurzzeitige Neuauflage. Seit Juni 2018 werden alte Ausschnitte aus der Dick Cavett Show bei YouTube veröffentlicht, diese haben inzwischen zusammen über 130 Millionen Abrufe (Stand: März 2024).
Obgleich Cavett nie die hohen Einschaltquoten eines Johnny Carson erreichte, galt der kultivierte und eher zurückhaltend agierende Cavett als angenehmer Gastgeber. Seine Talkshow galt als die intellektuellste des damaligen US-Fernsehens, da sie eine große Bandbreite an verschiedenen Persönlichkeiten, kontroversen Meinungen und oftmals tiefgehenden Diskussionen bot. Berühmt wurde das Interview mit John Lennon und Yoko Ono in der Dick Cavett Show von 1971. Ein Ausschnitt daraus wurde in einer Szene des Spielfilms Forrest Gump verwendet, in der Tom Hanks, tricktechnisch einmontiert, als zusätzlicher Talkgast auftrat. Einen größeren Bekanntheitsgrad erreichte auch, ebenfalls von 1971, eine hitzige Auseinandersetzung zwischen den Schriftstellern Gore Vidal, Norman Mailer und Janet Flanner in der Sendung. Weitere berühmte Gäste waren unter anderem Salvador Dalí, Groucho Marx, Alfred Hitchcock, Jimi Hendrix, Judy Garland, Marlon Brando, Orson Welles, Woody Allen, Ingmar Bergman, David Bowie, Bette Davis, Gerald Ford, George Harrison, Gloria Swanson, Sophia Loren, Marcello Mastroianni, Don Rickles und Jean-Luc Godard. Janis Joplin hatte ihren letzten Fernsehauftritt vor ihrem Tod in seiner Sendung. Die ansonsten eher medienscheue Katharine Hepburn gab ihm 1973 ihre einzigen beiden Fernsehinterviews. Cavett behandelte die Watergate-Affäre ausgesprochen ausführlich in seiner Sendung, was ihm den Zorn von Richard Nixon einbrachte.
Dick Cavett war selbst häufiger Gast in diversen Shows wie beispielsweise Saturday Night Live, hatte Cameo-Auftritte in mehreren Filmen (beispielsweise Nightmare III – Freddy Krueger lebt, 1987 und Beetlejuice, 1988) und wirkte als Erzähler in Fernseh- und Rundfunkproduktionen mit. 2020 produzierte er die Dokumentation Ali & Cavett über seine Freundschaft mit Muhammad Ali. Ali und dessen großer Rivale Joe Frazier waren einmal gleichzeitig in Cavetts Sendung und hoben den Moderator gemeinsam hoch.
Von 1964 bis zu ihrem Tod 2006 war Cavett mit der Schauspielerin Carrie Nye verheiratet. 2010 heiratete er die Autorin Martha Rogers.

## Filmografie

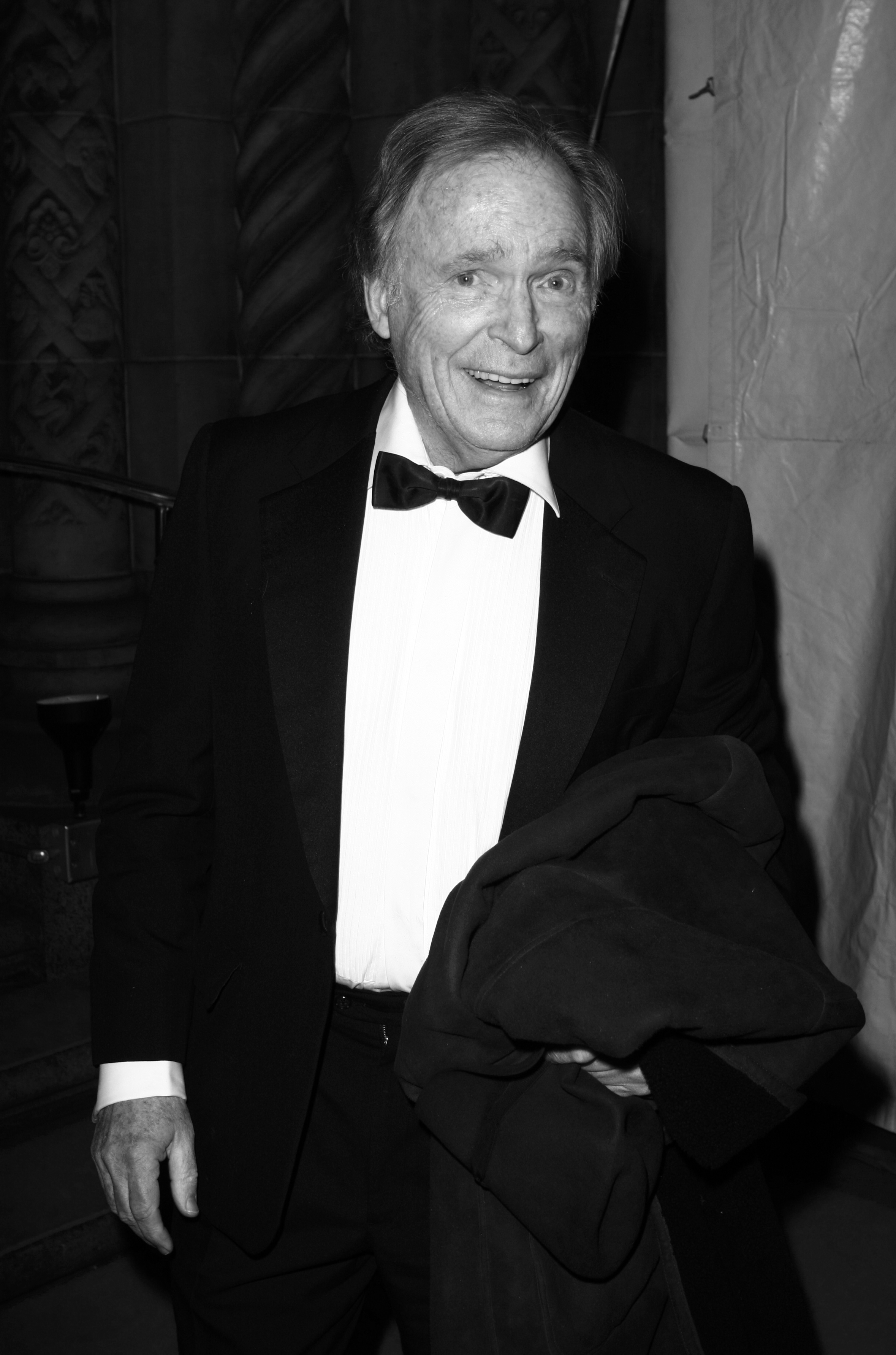
Dick Cavett, 2008

- 1960: Playhouse 90 (TV-Serie, eine Folge)
- 1972: Your Chance to Live: Technological Failures (Kurzfilm)
- 1972: Alias Smith und Jones (TV-Serie, eine Folge)
- 1973: Ein ganz besonderer Ort (Nightside) (TV)
- 1977: Der Stadtneurotiker (Annie Hall)
- 1983: Parade of Stars (TV)
- 1983: The Edge of Night (TV-Serie)
- 1987: Invisible Thread (TV)
- 1987: Nightmare III – Freddy Krueger lebt (A Nightmare on Elm Street 3: Dream Warriors)
- 1988: Beetlejuice
- 1988: Another World (TV-Serie, eine Folge)
- 1990: True Blue (TV-Serie, eine Folge)
- 1991: Verliebt in die Gefahr (Year of the Gun)
- 1994: Forrest Gump
- 1996: Good Money
- 1997: Elvis und der Präsident (Elvis Meets Nixon) (TV)
- 2000: Behind the Seams
- 2005: Duane Hopwood
- 2012: Driving Me Crazy
- 2012: Excuse Me for Living